# Blot (biología)

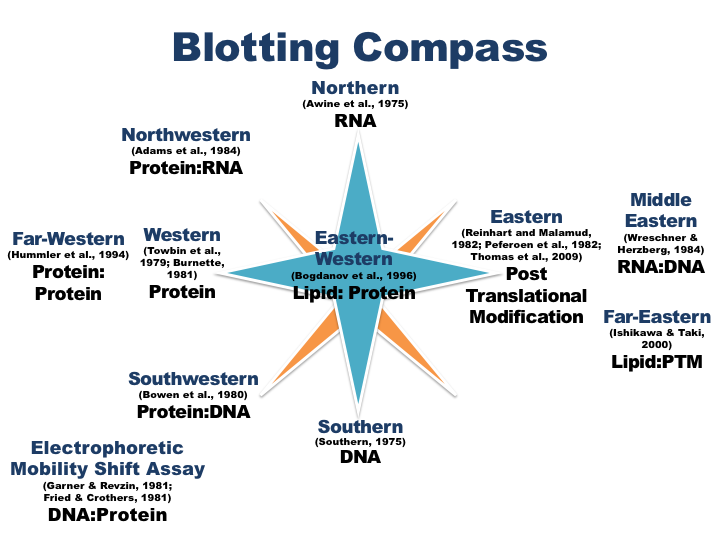
Brújula de blots

Un blot, en biología molecular y genética, es un método para transferir proteínas, ADN o ARN a un transportador (por ejemplo, una membrana de nitrocelulosa, fluoruro de polivinilideno o nailon). En muchos casos, esto se hace después de una electroforesis en gel, transfiriendo las moléculas del gel a la membrana de transferencia y otras veces agregando las muestras directamente a la membrana. Después de la transferencia, las proteínas, el ADN o el ARN transferidos se visualizan mediante tinción con colorante (por ejemplo, tinción de proteínas con plata), visualización autorradiográfica de moléculas radiomarcadas (realizada antes de la transferencia) o marcaje específico de algunas proteínas o ácidos nucleicos . Esto último se hace con anticuerpos o sondas de hibridación que se unen solo a algunas moléculas del blot y tienen un enzima unido a ellas. Después de un lavado adecuado, esta actividad enzimática (y, por lo tanto, las moléculas que buscamos en la mancha) se visualiza mediante la incubación con el reactivo adecuado, lo que genera un depósito coloreado en la mancha o una reacción quimioluminiscente que se registra con una película fotográfica.

## Southern blot
Un southern blot es un método que se utiliza habitualmente en biología molecular para la detección de una secuencia de ADN específica en muestras de ADN. El southern blot combina la transferencia de fragmentos de ADN separados por electroforesis a una membrana de filtro y la posterior detección de fragmentos mediante hibridación de sonda.

## Western blot
Se utiliza un western blot para la detección de proteínas específicas en muestras complejas. Las proteínas primero se separan por tamaño mediante electroforesis antes de transferirlas a una matriz de transferencia adecuada (generalmente fluoruro de polivinilideno o nitrocelulosa ) y posteriormente son detectadas con anticuerpos.

## Far-western blot
Es similar a un western blot, el far-western blot es utilizado para identificar interacciones proteína-proteína; una proteína específica es inmovilizada en una matriz de transferencia. Luego se utilizan proteínas (que no son anticuerpos) marcadas que puedan unirse a la proteína anclada, de esta forma la presencia del complejo proteína-proteína es identificada gracias a su propia unión.

## Southwestern blot
Un southwestern blot se basa en el southern blot y se utiliza para identificar y caracterizar las proteínas de unión al ADN por su capacidad para unirse a sondas de oligonucleótidos específicas. Las proteínas se separan mediante electroforesis en gel y posteriormente se transfieren a membranas de nitrocelulosa de forma similar a otros tipos de blot, pero utilizando ADN para su detección.

## Eastern Blot
El eastern blot se utiliza para la detección de modificaciones postraduccionales específicas de proteínas. Las proteínas se separan mediante electroforesis en gel antes de transferirlas a una matriz de transferencia, donde se detectan modificaciones postraduccionales mediante sustratos específicos (toxina del cólera, concanavalina, fosfomolibdato, etc.) o anticuerpos.

## Far-eastern blot
El far-eastern blot es para la detección de oligosacáridos ligados a lípidos. La cromatografía de capa fina de alto rendimiento (HPTLC) se usa primero para separar los lípidos por características físicas y químicas, luego se transfiere a una matriz de transferencia antes de que una proteína de unión específica (es decir, anticuerpos o lectinas) detecte los oligosacáridos.

## Northern blot
El northern blot es utilizado en la detección de secuencias de ARN específicas en muestras complejas. En el Northern blot primero se separan las muestras por tamaño mediante electroforesis en gel antes de transferirlas a una matriz de transferencia y detectarlas con sondas de ARN marcadas.

## Northern blot inverso
El Northern blot inverso difiere del Northern y Southern blot en que el ADN primero se inmoviliza en una matriz de transferencia y las secuencias específicas se detectan con sondas de ARN marcadas.

## Dot blot
Un dot blot es un caso especial de cualquiera de los blots mencionados anteriormente donde el analito se agrega directamente a la matriz de transferencia (y aparece como un "punto") en lugar de separar la muestra por electroforesis antes de la transferencia.

## Lista de blots
- Southern blot para ADN
- Northern blot para ARN
- Northern blot inverso para ARN
- Western blot para proteínas
- Far-Western blot para interacciones proteína-proteína
- Eastern blot para modificaciones postraduccionales
- Far-eastern blot para glucolípidos
- Dot blot